# Гао Яо
Гао Яо (кит. упр. 高尧, пиньинь Gāo Yáo; род. 13 июля 1970 или 13 июля 1978, Циндао, Шаньдун) — китайский футболист, защитник, выступал за сборную Китая. Известен выступлениями за «Шаньдун Лунэн»

## Клубная карьера
В 1998 году перешёл из молодёжного состава «Шаньдун Лунэн» в основной. В дебютном сезоне сыграл только в трёх матчах. Под руководством Слободана Сантрача Гао Яо и «Шаньдун Лунэн» в 1999 году оформили золотой дубль. Несмотря на уход Сантрача в 2000 году Гао Яо оставался неотъемлемой частью команды. В 2004 году клуб возглавил Любоша Тумбакович и в 2006 году клуб стал чемпионом Китая. В 2007 году Гао Яо по позиции начал «смещать» Лю Цзиньдун. В 2009 году он завершил карьеру.

## Карьера за сборную
Дебютировал за сборную Китая 25 апреля 2000 года в товарищеском матче против сборной Гонконга (1-0). После нескольких проведенных товарищеских матчей Гао Яо был включен в сборную на чемпионат мира 2002 года в Южной Корее/Японии. Включения его в состав главный тренер сборной, Бора Милутинович, объяснил тем, что ему нужен был универсальный футболист, но на «мундиале» Гао Яо не сыграл ни одного матча. После турнира он вызывался в пару товарищеских матчах и в конце 2002 года его международная карьера закончилась.

## Достижения
- Чемпион Лиги Цзя-А/Суперлиги Китая: 1999, 2006, 2008
- Обладатель Кубка Китайской футбольной ассоциации: 1999, 2004, 2006